# Такахаси, Карин
Карин Такахаси (яп. 高橋 花林 Такахаси Карин, род. 9 сентября 1994 года, префектура Канагава, Япония) — японская сэйю и певица. Бывшая участница дуэта Yuri*Kari и группы Trefle.

## Биография
Карин Такахаси родилась 9 сентября 1994 года в префектуре Канагава. Заинтересовалась музыкой из аниме в четырёхлетнем возрасте, когда под влиянием своего дедушки начала слушать заглавные песни из сериалов InuYasha и «Сакура, собирательница карт». В начальной школе захотела стать юристом, поскольку была увлечена просмотром по телевизору криминальных сериалов, но позже решила посвятить себя карьере в индустрии развлечений. Осенью 2011 года стала финалисткой 36-го конкурса Horipro Talent Scout Caravan: Jisedai Seiyu Artist Audition (яп. ホリプロタレントスカウトキャラバン 次世代声優アーティストオーディション Хорипуро тарэнто сукауто кярабан Дзисэдай сэйю: а:тисуто о:дисён). В начале июля 2012 года заняла первое место на отборочном прослушивании, организованном медиакомпанией Pony Canyon.
В 2013 году Такахаси и начинающая сэйю Юрика Эндо сформировали музыкальный дуэт Yuri*Kari. 17 апреля вышел их дебютный сингл «Kimi to Futari» (яп. 君と二人 Кими то футари, «Ты и пара»), титульный трек с которого был выбран в качестве закрывающей музыкальной темы аниме-сериала The Severing Crime Edge (2013). В этом же году Такахаси дебютировала в качестве сэйю с ролью Юй Нацукавы в аниме-сериале Ace of Diamond (2013—2016), а также стала участницей музыкальной группы Trefle.
В 2017 году Такахаси окончила университет Риккё. В этом же году получила роли Ноно Морикубо в аниме-сериале The Idolmaster Cinderella Girls Theater и Хару Сорамати в мобильной видеоигре Between the Sky and Sea; в рамках последнего проекта Такахаси совместно с Хонокой Иноуэ и Момоко Судзуки исполнила песню «Sora to Umi no Aida» (яп. ソラとウミのアイダ Сора то уми но айда, «Между небом и морем»). В Ongaku Shojo (2018) озвучила Сасамэ Мицукури и в составе одноимённой вымышленной группы исполнила песни в музыкальных сценах и закрывающую тему «Shining Peace» (яп. シャイニング・ピース Сяинингу пи:су, «Сияющий мир»). В октябре 2018 года вернулась к роли Хару в аниме-адаптации Between the Sky and Sea.
В аниме-сериале Dr. Stone (2019—2025) Такахаси получила роль девочки Суйки, которая появляется на протяжении всего сериала. Среди других её ролей: Мириам Хильдегард фон Гропиус в Assault Lily Bouquet (2020), Гумма-тян в одноимённом аниме-сериале (2021—2023), Кокоро Коки/Си в Do It Yourself!! (2022), Кобэни Хигасияма в аниме-сериале «Человек-бензопила» (2022) и Бёрнис Уайт в компьютерной игре Zenless Zone Zero (2024).
В июле 2022 года Такахаси сдала положительный тест на COVID-19.

## Избранная фильмография

### Аниме-сериалы
2013—2016
- Ace of Diamond — Юй Нацукава[2]

2017
- The Idolmaster Cinderella Girls Theater — Ноно Морикубо
- «One Piece. Большой куш» (18-й сезон) — Иккаку

2018
- Between the Sky and Sea — Хару Сорамати[17]
- Märchen Mädchen — Норма Пол
- Ongaku Shojo — Сасамэ Мицукури[14]
- SSSS.Gridman — Аносилл II

2019
- Dr. Stone — Суйка[18]
- GeGeGe no Kitarou — Дайки

2020
- Assault Lily Bouquet — Мириам Хильдегард фон Гропиус[19]

2021
- Assault Lily Fruits — Мириам Хильдегард фон Гропиус
- Digimon Ghost Game — Мутёмон
- Dr. Stone: Stone Wars — Суйка
- Gunma-chan — Гумма-тян[20]
- Show by Rock!! Stars!! — Ламека
- SSSS.Dynazenon — Аносилл II[25]

2022
- Do It Yourself!! — Кокоро Коки/Си[21]
- «One Piece. Большой куш» (20-й сезон) — Мэри
- «Человек-бензопила» — Кобэни Хигасияма[22]

2023
- Dr. Stone: New World — Суйка
- Gunma-chan (второй сезон) — Гумма-тян[26]

2024
- Togane! Chronicle — Момо Косай[27]

2025
- Dr. Stone: Science Future — Суйка
- Me and the Alien MuMu — Сиберия[28]
- The Mononoke Lecture Logs of Chuzenji-sensei — Сатико

### Аниме-фильмы
- 2023 — Gridman Universe — Вторая[29]
- 2025 — «Человек-бензопила. Фильм: История Резе» — Кобэни Хигасияма[30]

### OVA/ONA/Спешлы
- 2015—2016 — Ace of Diamond — Юй Нацукава
- 2018 — Akuma no Memumemu-chan — Мэмумэму-тян[31]
- 2022 — Dr. Stone: Ryusui — Суйка

### Компьютерные игры
2015
- Bukatsu Shojo Battle — Дзюри Таяма[32]
- Dengeki Bunko: Fighting Climax Ignition — Зеро[33]
- Kemono Friends — горный тапир, пингвин Гумбольдта, гризли
- Zettai Meikyu Himitsu no Oyayubi-hime — Свия[34]

2016
- Guromon — Вулин[35]
- Hokago Girls Tribe — Ринэн Татибана[36]
- Robot Girls Z Online — Курумэ Макихо[37]
- The Idolmaster Cinderella Girls — Ноно Морикубо[38]

2017
- Aozora Under Girls! — Хината Ока[39]
- Between the Sky and Sea — Хару Сорамати[12]
- Caravan Stories — Гумра
- Genso Shojo — Сунь Шансян[40]
- Vampire Blood — Адзуса Китамура[41]

2018
- Dengeki Bunko: Crossing Void — Зеро
- Onsen Musume: Yunohana Collection — Нанако Акиу[42]
- Teria Saga — Сара[43]

2019
- Kemono Friends 3 — бурчеллова зебра

2020
- Brave Sword × Blaze Soul — магический меч «Таинства Небесного Пламени»[44]
- Crash Fever — Эдисон[45]
- Fate/Grand Order — Ван Гог
- Sakura Kakumei: Hanasaku Otome-tachi  — Муцуха Могами[46]
- Show by Rock!! Fes A Live — Рамека Пашарикова
- Vivid Army — Анка[47]
- WitchSpring3 Re:Fine – The Story of Eirudy — Верита[48]
- Xenoblade Chronicles: Definitive Edition  — Тилан

2021
- Assault Lily: Last Bullet — Мириам Хильдегард фон Гропиус[49]
- Bombergirl — Прун
- Granblue Fantasy — Лич
- Shadowverse — Ноно Морикубо
- Super Robot Wars 30 — Лиан Анбёрд[50]
- The Idolmaster Pop Links — Ноно Морикубо
- Uma Musume Pretty Derby — Принцесса Каваками[51]

2022
- Alchemy Stars — Каяно[52]
- D4DJ Groovy Mix — Лумина Итихоси[53]
- Monster Strike — Кобэни Хигасияма[54]
- Touhou Spell Bubble — Когаса Татара[55]

2023
- Azur Lane — Вторая[56], Хацудзуки
- Kyoto Kotoba RPG: Kotodaman — Кобэни Хигасияма[57]
- One. — Маю Сиина
- Quiz RPG: The World of Mystic Wiz — Пойнсетт Музик
- Sakura Ignoramus — Химавари[58]
- Takt Op. Unmei wa Akaki Senritsu no Machi o — Маленькая ночная серенада[59]
- WitchSpring R — Пайберри[60]

2024
- C.A.R.D.S. RPG: The Misty Battlefield — Энн Клаузен[61]
- Zenless Zone Zero — Бёрнис Уайт[23][62]

### Другие роли
- 2023 — выразительное чтение I Hate You More than Anyone — Асако Исидзука[63]